# Halammohydra
Halammohydra Remane, 1927 sono l'unico genere di celenterati idrozoi della famiglia Halammohydridae dell'ordine Actinulida.

## Descrizione
Gli idrozoi della famiglia Halammohydridae hanno dimensioni molto piccole (meno di 1 cm) ed il corpo è ricoperto completamente da ciglia. Anche se non vivono permanentemente ancorati ad alcun substrato, possiedono un organo adesivo sulla parte aborale del corpo, ossia situato nella parte opposta alla bocca. I tentacoli sono robusti e retrattili; sono usati per trasferire il cibo alla bocca. Dipartono in due gruppi da un nodo apicale, tipico del genere. all'apice dei tentacoli, possiedono degli statocisti ordinati in cerchio.
Lo stomaco è allungato nelle Halammohydra, con, sulle pareti, le gonadi. Vivono sul fondo del mare, nei sedimenti marini. Non hanno fase polipoide ed hanno caratteristiche sia dei polipi che delle meduse adulte.

## Tassonomia
Secondo World Register of Marine Species, il genus comprende 9 specie:
- Halammohydra adherens Swedmark & Teissier, 1967
- Halammohydra andamanensis Chandrasekhara Rao, 1978
- Halammohydra chauhani Chandrasekhara Rao, 1975
- Halammohydra coronata Clausen, 1967
- Halammohydra intermedia Clausen, 1967
- Halammohydra octopodides Remane, 1927
- Halammohydra sagarensis Chandrasekhara Rao & Misra, 1980
- Halammohydra schulzei Remane, 1927
- Halammohydra vermiformis Swedmark & Teissier, 1958